# Catoptria spatulelloides
Catoptria spatulelloides is een vlinder uit de familie grasmotten (Crambidae). De wetenschappelijke naam is voor het eerst geldig gepubliceerd in 1965 door Bleszynski.
De soort komt voor in Europa.